# Айна Муценієце
Айна Муценієце (латис. Aina Muceniece; 23 березня 1924, Катлакалнська волость, Ризький повіт — 14 лютого 2010, Єлгава
) — латвійська медикиня, винахідниця протиракового препарату Rigvir, засновниця практичної віротерапії раку[джерело?].

## Життєпис
1941 року закінчила в Ризі Комерційне училище Віліса Олавса. Того ж року опинилася в евакуації в Росії, пройшла прискорену підготовку як медсестра і почала працювати у військовому шпиталі в Ярославлі. 1942 року почала вчитися в Першому московському медичному інституті, по закінченні Другої світової війни перевелась на медичний факультет Латвійського державного університету, який закінчила 1948 року. Одночасно з 1946 року почала працювати в Інституті мікробіології АН Латвійської РСР під керівництвом А. М. Кірхенштейна — спочатку старшою лаборанткою, потім, після захисту диплома, науковою секретаркою. 1954 року захистила дисертацію кандидата медичних наук. 1959 року зайняла посаду старшого наукового співробітника.
У 1960-х роках зацікавилася старовинними розробками в галузі лікування ракових пухлин шляхом зараження хворого вірусом, що знищує ракові клітини. 1965 року заснувала і очолила в Інституті мікробіології лабораторію віротерапії раку, якою керувала до 1989 року. Одночасно працювала науковою консультанткою в клінічній лікарні імені Страдиня (аж до 2003 року). 1974 року здобула ступінь доктора медичних наук.
Науковим досягненням Муценієце є виявлення кишкових вірусів, отриманих з кишечника маленьких дітей, які не тільки здатні знищувати пухлину, але й не спричиняють організму людини значної шкоди. В лабораторії Муценієце було перевірено 60 різних кишкових вірусів, один з них, з найбільш вираженою здатністю знищувати ракові клітини, було названо RIGVIR.[неавторитетне джерело]

## Нагороди
- Почесна членкиня Академії Наук Латвії, 1992
- Заслужений учений Латвії, 1996
- Почесна членкиня Латвійської асоціації онкологів, 2002
- Хрест Визнання за особливі заслуги перед Латвійською державою, 2005

## Публікації
- А.Муцениеце, Н.Пакалниньш. Вирусные нейроинфекции Коксаки и ЕСНО. Рига, 1964. Издательство Академии наук Латвийской ССР. 129 стр.
- А.Муцениеце. Онкотропизм вирусов и проблема виротерапии злокачественных опухолей. Рига, 1972., изд. Наука, 443 стр.
- А.Муцениеце, А.Фердатс. Virusoloģija (Rokas grāmata). Рига, 1985., изд. Звайгзне. 200 стр. (латышский яз.)
- Переведенная научная книга: И. П. Павлов. Сборник работ. Латвийское государственное издательство. Рига, 1952., 440 стр.
- Онкотропизм вирусов. Рига, Зинатне, 1969., 219 стр.
- Вирусы в терапии рака. Экспериментальные исследования. Рига. Зинатне, 1978., 204 стр.
- Имулогические аспекты вирусного онкотропизма. Рига. Зинатне, 1979., 120 стр.
- Гетерогенизация опухолей. Рига. Зинатне, 1980., 159 стр.
- Иммунология опухолей. Рига. Зинатне, 1982., 207 стр.
- Неспецифические стимуляторы иммунотерапии опухолей. Рига. Зинатне, 1985., 223 стр.
- Модуляция противоракового иммунитета в послеоперационный период. Рига. Зинатне, 1988., 142 стр. .
- А.Муцениеце, Р.Брувере, Д.Венскус, Г.Фелдмане. Методические показания для применения биопрепаратов Ригвир, Ларифан в онкологии и для профилактики вторичного иммунодефицита. Издательство: Общество Айны Муцениеце для разработки раковой иммунотерапии, Елгава, 2006.
- А.Муцениеце, Д.Венскус. Как оценивать иммунитет. Модель меланомы. Издательство: Общество Айны Муцениеце для разработки раковой иммунотерапии, Рига, 2008. (латышский яз.)[2]